# Cerkiew Świętej Trójcy w Mirze
Cerkiew Świętej Trójcy (potocznie Troicka) – prawosławna cerkiew parafialna w Mirze na Białorusi, w dekanacie korelickim eparchii nowogródzkiej Egzarchatu Białoruskiego Patriarchatu Moskiewskiego.
Cerkiew znajduje się przy ulicy 17 Września.

## Historia
Pierwsza cerkiew prawosławna została zbudowana w latach 1533–1550. Od 1705 cerkiew należała do unickiego klasztoru bazylianów, który ufundował ks. Karol Stanisław Radziwiłł aż do 1824. W 1839 cerkiew zwrócono prawosławnym, lecz parafia miała swą siedzibę w kaplicy Narodzenia Bogurodzicy. Świątynia spłonęła w 1865 i przez kilka lat ją odbudowywano; w 1868 konsekracji obiektu dokonał biskup eparchii mińskiej Michał. W latach 1873–1875 budynek został całkowicie przebudowany – z barokowej cerkwi pounickiej powstała świątynia w stylu bizantyjsko-rosyjskim. W 1875 świątynię ponownie konsekrowano. Przed rokiem 2011 lub 2012 cerkiew była koloru żółtego.

## Architektura

### Wygląd zewnętrzny
- Cerkiew została zbudowana w stylu bizantyjsko-rosyjskim, orientowana, na planie krzyża.
- Świątynia ma białe ściany, tak samo jak wieża-dzwonnica i kopułki (tylko dolne części). Nad świątynią góruje ośmioboczna dzwonnica-wieża z niebieską kopułą i wzorami ku dolnej części. Wieżę z nawą łączy korytarz, charakterystyczny do cerkwi tego typu. Nawa ma kształt sześcianu, nad częścią nawową jest 5 niebiesko-białych kopułek zwieńczonymi złotymi krzyżami, dach jest spadowy od strony głównej kopuły, blaszany. Cerkiew liczy ok. 15 okien z białymi wyraźnie obwódkami. Apsyda ma 3 wybrzuszenia (zaokrąglenia).

### Wnętrze
We wnętrzu cerkwi znajduje się trzyrzędowy ikonostas. Ponadto na wyposażeniu świątyni pozostają liczne ikony, w tym w kiotach.